# Zamach
Zamach (en polonès Atemptat) és una pel·lícula bèl·lica polonesa dirigida el 1959 per Jerzy Passendorfer. Rodada en blanc i negre, els exteriors es van prendre a Varsòvia (al carrer Emilii Plater) i a Toruń, on es van realitzar les escenes del pont de la carretera de Kierbedź.

## Argument
La pel·lícula tracta sobre la mort del criminal de guerra nazi Franz Kutschera, comandant de la policia i les Schutzstaffel al Districte de Varsòvia durant l'ocupació de Polònia, executat per l'Armia Krajowa l'1 de febrer de 1944. Kutschera era conegut com "el torturador de Varsòvia" per haver ordenat una sèrie d'execucions massives i la seva mort va suscitar represàlies immediates per part dels ocupants alemanys, que van afusellar 100 ostatges innocents. Tanmateix, l'execució va enfortir els esperits dels resistents polonesos i va reavivar les seves esperances de victòria.

## Repartiment
- Bożena Kurowska - Marta
- Grażyna Staniszewska - Krysia
- Zbigniew Cynkutis - Zbyszek Zawada
- Andrzej Kostenko - Kolos
- Roman Kłosowski - Mały
- Tadeusz Łomnicki - Marek
- Andrzej May - Czarny
- Stanisław Mikulski - Jacek
- Jerzy Nasierowski - Kajtek
- Jerzy Pichelski - doctor Maks
- Wojciech Siemion - Ryś
- Michał Szewczyk - Orzeł
- Tomasz Zaliwski - Olek
- Halina Drohocka - Czarnego
- Irena Jaglarz - Rysiowi
- Witold Kałuski -
- Jan Kobuszewski - conspirador Jurek
- Tadeusz Kosudarski -
- Irena Malkiewicz - Krysi
- Bernard Michalski -

## Nominacions i premis
Fou exhibida com a part de la selecció oficial al Festival Internacional de Cinema de Sant Sebastià 1959. També va participar al Festival Internacional de Cinema de Mar del Plata de 1959, on va guanyar el premi al millor guió.